# Maxi Oyedele
Maximillian Rotimi Oyedele (ur. 7 listopada 2004 w Salford) – polski piłkarz pochodzenia nigeryjskiego, występujący na pozycji pomocnika we francuskim klubie RC Strasbourg oraz w reprezentacji Polski.

## Życiorys
Urodził się 7 listopada 2004 roku w angielskim mieście Salford. Jego matka jest Polką, natomiast ojciec, Ayo Oyedele, Nigeryjczykiem. Gdy miał 8 lat trafił do akademii Manchesteru United.

## Kariera klubowa
Pierwsze piłkarskie kroki stawiał w Manchesterze United. Przez 12 lat grał kolejnych rocznikach klubowej akademii. W sezonie 2021/2022 zdobył Puchar Anglii juniorów, występując w jednym składzie z ówczesnymi gwiazdami Manchesteru United: Alejandro Garnacho i Kobbim Mainoo. Grał w młodzieżowej Lidze Mistrzów. W 2023 roku został wypożyczony do klubu Altrincham F.C., gdzie zagrał 12 meczów i strzelił cztery gole. Rok później znalazł się na wypożyczeniu w Forest Green Rovers F.C..
Latem 2024 roku znalazł się w kadrze na zgrupowanie przed startem sezonu 2024/2025. Zawodnik rozegrał pięć meczów towarzyskich, w których zanotował jedną asystę przeciwko drużynie Rangers F.C. Po okresie przygotowawczym, 22 sierpnia 2024 roku na zasadzie definitywnego transferu przeszedł do warszawskiej Legii.
W sezonie 2024/25 razem z Legią wygrał Puchar Polski, grając w finale jako jeden z dwóch młodzieżowców, drugim był Jan Ziółkowski.
16 lipca 2025 został zawodnikiem francuskiego RC Strasbourg.

## Kariera reprezentacyjna
Od 2022 roku występował w młodzieżowych reprezentacjach Polski. W polskich barwach zadebiutował w meczu przeciwko Szwajcarii (2:2). 
We wrześniu 2024 roku selekcjoner Michał Probierz powołał go do reprezentacji Polski na mecze Ligi Narodów 2024/2025 przeciwko Portugalii i Chorwacji. Zadebiutował 12 października w meczu przeciwko Portugalii (1:3), a po 66 minutach zastąpił go Jakub Moder. Trzy dni później zanotował drugi występ reprezentacyjny, zmieniając w 62 minucie Jakuba Modera, w zremisowanym 3:3 spotkaniu z kadrą Chorwacji.

## Sukcesy

### Klubowe

#### Legia Warszawa
- Puchar Polskiː 2024/2025 [8]

## Statystyki kariery

### Reprezentacyjne
(aktualne na dzień 15 października 2024)
| Reprezentacja | Rok     | Mecze | Bramki |
| ------------- | ------- | ----- | ------ |
| Polska        | 2024    | 2     | 0      |
| Ogólnie       | Ogólnie | 2     | 0      |

| Mecze i gole w reprezentacji | Mecze i gole w reprezentacji | Mecze i gole w reprezentacji | Mecze i gole w reprezentacji | Mecze i gole w reprezentacji | Mecze i gole w reprezentacji | Mecze i gole w reprezentacji |
| Lp.                          | Data                         | Miejsce                      | Przeciwnik                   | Gol                          | Wynik                        | Rozgrywki                    |
| ---------------------------- | ---------------------------- | ---------------------------- | ---------------------------- | ---------------------------- | ---------------------------- | ---------------------------- |
| 1.                           | 12.10.2024                   | Stadion Narodowy, Warszawa   | Portugalia                   |                              | 1:3                          | LN 2024/2025                 |
| 2.                           | 15.10.2024                   | Stadion Narodowy, Warszawa   | Chorwacja                    |                              | 3:3                          | LN 2024/2025                 |